# Broccolikiemen
Broccolikiemen of broccolispruiten zijn de kiemen van de broccoliplant.
Broccolikiemen zijn rijk aan enzymen en vitamine C en bevatten weinig vet. Onderzoekers van de Johns Hopkins University hebben uit broccoli sulforafaan geïsoleerd. Sulforafaan heeft een anticarcinogene werking en komt voor in broccoli, bloemkool, boerenkool, groene kool, spruitjes en radijsjes. Broccolikiemen bevatten dertig keer meer sulforafaan dan oudere broccoliplanten. Mogelijk zijn broccolikiemen ook effectief tegen de bacterie Helicobacter pylori.
Broccolikiemen zijn een pittige groente en kunnen verwerkt worden in salades of soepen en kunnen dienen als broodbeleg. Broccolikiemen zijn onder andere verkrijgbaar bij natuurvoedingswinkels en groentewinkels. Ze kunnen gemakkelijk zelf geteeld worden in een kiemschaal.
... · 
B. campestris (Raapstelen) · 
B. carinata (Ethiopische mosterd, Abessijnse mosterd of Abessijnse kool) · 
B. juncea (Sareptamosterd) · 
B. napobrassica (Koolraap) · 

B. napus (Koolzaad) · 
B. napus subsp. napus (Duizendkoppige kool) · 

B. nigra (Zwarte mosterd) · 

B. oleracea (Kool) · 
B. oleracea var. acephala (Sierkool) · 
B. oleracea convar. acephala alef. var. gongylodes (Koolrabi) · 
B. oleracea convar. acephala var. laciniata (Boerenkool) · 
B. oleracea convar. acephala var. medullosa (Duizendkoppige kool) · 
B. oleracea var. alboglabra (Kailan of Chinese broccoli) · 
B. oleracea var. medullosa (Mergkool) · 
B. oleracea var. botrytis (Bloemkool) · 
B. oleracea convar. botrytis var. botrytis (Romanesco) · 
B. oleracea convar. botrytis var. cymosa (Broccoli) · 
B. oleracea var. capitata (Sluitkool) · 
B. oleracea convar. capitata var. alba (Wittekool) · 
B. oleracea convar. capitata var. rubra (Rodekool) · 
B. oleracea convar. capitata var. sabauda (Savooiekool) · 
B. oleracea var. costata (Tronchuda-kool) ·  
B. oleracea convar. oleracea var. gemmifera (Spruitkool) · 
B. oleracea var. oleracea (Wilde kool) · 
B. oleracea var. palmifolia (Palmkool) ·
B. oleracea var. viridis (Galicische kool) ·  

B. rapa (Raapzaad, Knolraap) · 
B. rapa var. chinensis (Paksoi) · 
B. rapa var. pekinensis (Chinese kool) · 
B. rapa var. rapa (Stoppelknol) · 
...